# Bad Wildungen
Bad Wildungen é uma pequena cidade alemã e uma estância termal federal situada ao norte do estado de Hesse, no distrito de Waldeck-Frankenberg, sendo atravessada pelo rio Wilde.
A cidade, que possui diversos museus, tem semanas dedicadas a festivais de música, clássica, regional e de jazz, e em setembro acontece uma parada de flores e um festival de samba brasileiro. Sua maior popularidade e fama na Alemanha e na Europa, vem do fato de ser um spa terapêutico e uma estância termal, que contém doses altas de ferro, magnésio e ácido carbônico, usados para tratamento de sáude. Anualmente, mais de 1,4 milhões de pessoas passam ao menos uma pernoite na cidade, o que a faz a segunda maior do estado de Hesse – atrás apenas de Frankfurt am Main - na quantidade de visitantes e turistas.

## História

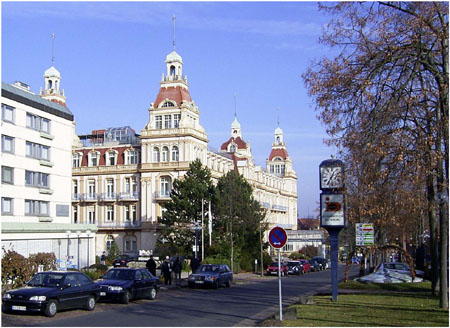
Vista central da cidade.

Bad Wildungen aparece pela primeira vez documentada no ano 800, com o nome de "villa Wildungun". Este local hoje se localiza no vale do Wilde, há pouca distância da cidade atual. Por volta de 1200, um castelo foi construído na região, ao redor do qual se desenvolveu a povoação de Alt-Wildungen. 
Em 1242, Nieder-Wildungen, outro pequeno povoado que havia sido fundado na colina em frente ao castelo, recebeu direitos iguais como cidade. A partir de 1262, as duas cidades e o castelo passaram a pertencer aos condes – depois príncipes – de Waldeck, que só abdicaram após a Primeira Guerra Mundial. 
No fim da Idade Média, numa época em que “bruxas” eram perseguidas na Europa, a cidade, então com 1200 habitantes, foi palco do julgamento de 78 pessoas,  entre 1532 e 1664.
Em 1906, a cidade de Nieder-Wildungen passou a se chamar Bad Wildungen.